# Amyclae
Amyclae (in greco Αμύκλαι) era una mitica città, che secondo la tradizione era situata nella zona dei monti Aurunci e della piana di Fondi, nel Lazio meridionale.

## Amyclae nelle fonti antiche
Secondo le fonti sarebbe stata una colonia greca, fondata dai Laconi, sotto la guida dei Dioscuri e di Glauco, figlio del re di Creta Minosse: le fu dato un nome che ricordava molto quello di Amicla, figlio del fondatore di Sparta, Lacedemone. I Laconi si fusero poi con la popolazione indigena degli Ausoni, e il loro re Camerte, giovane e biondo figlio del rutulo Volcente, avrebbe combattuto contro Enea come alleato di Turno, venendo ucciso proprio dal capo troiano, secondo quanto riferito da Virgilio.
La leggenda narra che Amyclae sarebbe stata abbandonata per un'invasione di serpenti, oppure perché i suoi abitanti, legati ad una setta pitagorica votata al silenzio, si sarebbero rifiutati di dare l'allarme all'arrivo dei nemici e sarebbero quindi stati sterminati in un attacco. La città era già data per scomparsa da tempo nel II secolo a.C..

## Le ricerche
Fin dal Cinquecento gli studiosi hanno cercato di individuare il regno di Camerte nella pianura presso la città di Fondi, e in particolare nei suoi laghi o sommerso sotto di essi, poiché, dando per vera l'invasione di serpenti che avrebbe causato la scomparsa di Amyclae, ritenevano l'ambientazione geografica più adatta. La città è stata variamente collocata e identificata (per esempio con Sperlonga), senza particolare fondamento.
Dal 2006 sono state condotte diverse ricerche archeologiche sul Monte Pianara (una collina immediatamente sovrastante Fondi), che hanno dato alla luce un sito archeologico afferente ad un centro abitato di epoca pre-romana.